# Bergens Tidende

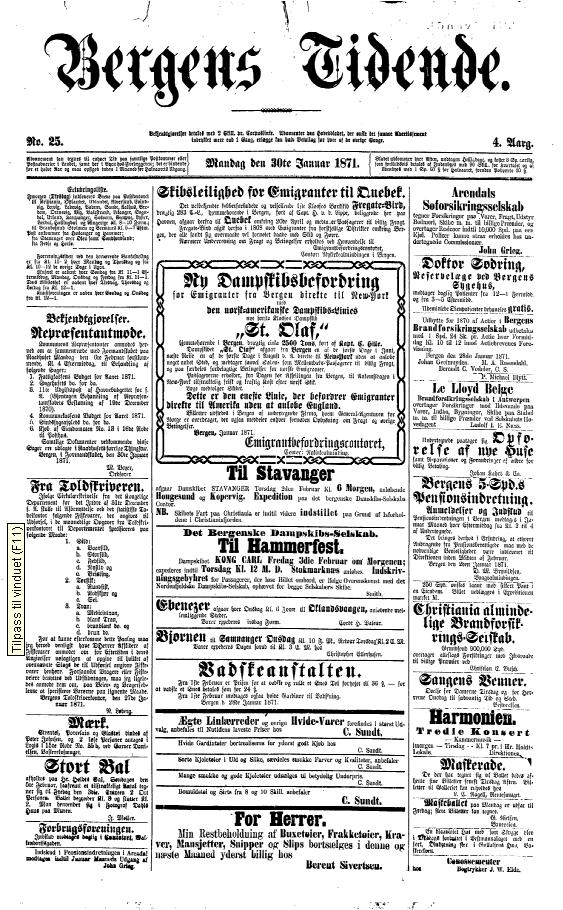
Numéro du 30 janvier 1871.

Le Bergens Tidende est un journal quotidien régional norvégien qui paraît dans la ville de Bergen, au sud-ouest du pays, et est imprimé au format tabloïd. Il a été fondé le 2 janvier 1868 par Johan Wilhelm Eide. Le siège du journal se trouve à Krinkelkroken, à Bergen. En 2011, c'était le cinquième quotidien le plus diffusé en Norvège avec un peu moins de 80 000 exemplaires. Sur Internet, c'était, toujours en 2011, le septième quotidien le plus lu avec 204 000 visiteurs uniques quotidiens (par comparaison, le plus lu en ligne la même année était le Verdens Gang avec 1 728 000 visiteurs par jour).